# Bruine dwerghoningeter
De bruine dwerghoningeter (Myzomela obscura) is een vogel uit het Australaziatisch gebied die tot de familie van de
honingeters behoort.

## Beschrijving
De bruine dwerghoningeter is 12,5 cm lang en erg saai gekleurd; het verenkleed is grijsbruin en er is weinig verschil tussen mannetje en vrouwtje. Het mannetje van het ras in het westelijk deel heeft wat rode veertjes rond de snavel.

## Verspreiding en leefgebied
De bruine dwerghoningeter komt voor binnen een gebied ten oosten van de lijn van Weber. Het is een algemene standvogel op Zuid-Nieuw-Guinea, eilanden in de Straat Torres en noordelijk Australië waar er populaties zijn aan de noordkust en een aan de oostkust tot aan de grens met New South Wales. Het is een vogel van laagland, gebieden met struikgewas of regenbos langs waterlopen, maar ook in tuinen en in mangrove.
De soort telt drie ondersoorten:
- M. o. fumata: zuidelijk Nieuw-Guinea en de eilanden van de noordelijke Straat Torres.
- M. o. harterti: de eilanden van de zuidelijke Straat Torres en noordoostelijk Australië.
- M. o. obscura: Tiwi en het noordelijke deel van Midden-Australië.

## Status
De grootte van de populatie is niet gekwantificeerd maar de soort wordt omschreven als vrij algemeen. Op de Rode lijst van de IUCN heeft deze soort de status niet bedreigd.